# Odostomia striolata
Odostomia striolata is een slakkensoort uit de familie van de Pyramidellidae. De wetenschappelijke naam van de soort is voor het eerst geldig gepubliceerd in 1850 door Forbes & Hanley.